# Acetiltransferasi

Struttura chimica di un gruppo acetile legato al residuo R di una molecola.

L'Acetiltransferasi (o transacetilasi) è un tipo di enzima transferasi che trasferisce un gruppo acetile.
Alcuni esempi:
- Istone acetiltransferasi inclusa l'istone acetiltransferasi CBP
- Colina acetiltransferasi
- Cloramfenicolo acetiltransferasi
- Serotonina N-acetiltransferasi
- NatA acetiltransferasi
- NatB acetiltransferasi